# Dennis Ververgaert
Dennis Andrew Ververgaert, född 30 mars 1953, är en kanadensisk före detta professionell ishockeyspelare som tillbringade åtta säsonger i den nordamerikanska ishockeyligan National Hockey League (NHL), där han spelade för ishockeyorganisationerna Vancouver Canucks, Philadelphia Flyers och Washington Capitals. Han producerade 392 poäng (176 mål och 216 assists) samt drog på sig 247 utvisningsminuter på 583 grundspelsmatcher. Ververgaert spelade också på lägre nivå för St. Catharines Black Hawks och London Knights i Ontario Hockey Association (OHA-Jr.).
Han draftades i första rundan i 1973 års draft av Vancouver Canucks som tredje spelare totalt

## Statistik
| 1970–1971      | St. Catharines Black Hawks | OHA-Jr.        | 5   | 0   | 0   | 0   | 0   | —  | —  | —  | —  | —  |
|                | London Knights             | OHA-Jr.        | 62  | 39  | 48  | 87  | 98  | 4  | 1  | 0  | 1  | 4  |
| 1971–1972      | London Knights             | OHA-Jr.        | 62  | 44  | 73  | 117 | 65  | 7  | 5  | 7  | 12 | 8  |
| 1972–1973      | London Knights             | OHA-Jr.        | 63  | 58  | 89  | 147 | 86  | 18 | 13 | 12 | 25 | 6  |
| 1973–1974      | Vancouver Canucks          | NHL            | 78  | 26  | 31  | 57  | 25  | —  | —  | —  | —  | —  |
| 1974–1975      | Vancouver Canucks          | NHL            | 57  | 19  | 32  | 51  | 25  | 1  | 0  | 0  | 0  | 0  |
| 1975–1976      | Vancouver Canucks          | NHL            | 80  | 37  | 34  | 71  | 53  | 2  | 1  | 0  | 1  | 4  |
| 1976–1977      | Vancouver Canucks          | NHL            | 79  | 27  | 18  | 45  | 38  | —  | —  | —  | —  | —  |
| 1977–1978      | Vancouver Canucks          | NHL            | 80  | 21  | 33  | 54  | 23  | —  | —  | —  | —  | —  |
| 1978–1979      | Vancouver Canucks          | NHL            | 35  | 9   | 17  | 26  | 31  | —  | —  | —  | —  | —  |
|                | Philadelphia Flyers        | NHL            | 37  | 9   | 7   | 16  | 6   | 3  | 0  | 2  | 2  | 2  |
| 1979–1980      | Philadelphia Flyers        | NHL            | 58  | 14  | 17  | 31  | 24  | 2  | 0  | 0  | 0  | 0  |
| 1980–1981      | Washington Capitals        | NHL            | 79  | 14  | 27  | 41  | 40  | —  | —  | —  | —  | —  |
| NHL totalt     | NHL totalt                 | NHL totalt     | 583 | 176 | 216 | 392 | 247 | 8  | 1  | 2  | 3  | 6  |
| OHA-Jr. totalt | OHA-Jr. totalt             | OHA-Jr. totalt | 192 | 141 | 210 | 351 | 249 | 29 | 19 | 19 | 38 | 18 |